# 잭 인 더 그린

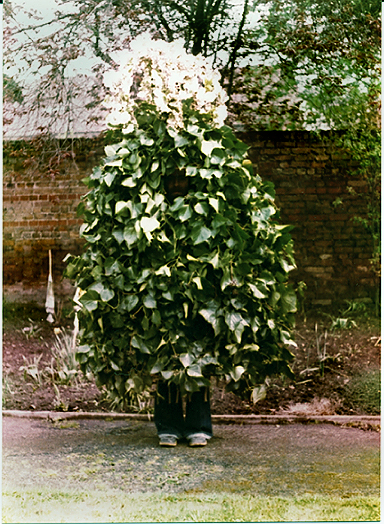
잭 인 더 그린

잭 인 더 그린(Jack in the green)은 영국 5월제에서 푸른 잎으로 덮인 광주리 속에 들어 있는 사내 아이를 말한다. 잭 오 그린(Jack o' the Green)으로도 알려져 있으며, 오월제 축하와 관련된 영국 민속 관습이다. 그것은 종종 악사와 함께 행진의 일부로 사람이 착용하는 단풍으로 장식된 피라미드 또는 원추형 고리버들 또는 나무틀을 포함한다.
잭 인 더 그린 전통은 18세기 영국에서 발전했다. 그것은 17세기에 처음으로 기록된 오래된 오월제 전통에서 유래했다. 이 전통에서 젖 짜는 여자는 행렬의 일부로 꽃과 기타 물건으로 장식된 우유통을 나르고 있었다. 점차적으로 장식된 우유통은 머리에 착용하는 장식된 피라미드로 대체되었으며, 18세기 후반에는 번터 및 굴뚝 청소부와 같은 다른 전문 그룹에서 이 전통을 채택했다. 잭 인 더 그린에 대한 가장 초기의 알려진 설명은 1770년 런던 오월제 행렬에 대한 설명에서 나왔다. 19세기까지 잭 인 더 그린 전통은 주로 굴뚝 청소부와 관련이 있었다.
이 전통은 20세기 초에 사라졌다. 그 세기 후반에 다양한 부흥 운동가 그룹이 등장하여 영국의 여러 지역에서 잭의 녹색 오월제 행진을 계속했다. 잭 인 더 그린은 또한 다양한 현대적인 타른 종교 퍼레이드와 활동에 통합되었다.
잭 인 더 그린전통은 20세기 초반부터 민속학자와 역사가들의 관심을 끌었다. 제임스 프레이저(James Frazer)와 마가렛 머레이(Margaret Murray)의 영향을 받은 해석적 틀에 따라 레이디 래글런(Lady Raglan)은 그것이 기독교 이전의 다산 의식의 생존이라고 제안했다. 이것이 20세기 중반에 표준해석이 되었지만, 18세기의 역사적 발전을 요약한 로이 저지의 관습에 대한 연구의 1979년 출판 이후 민속학자와 역사가들에 의해 거부되었다.

## 설명
잭 인 더 그린은 나무 또는 고리버들 틀으로 구성되어 있으며 녹색 가지, 잎, 꽃을 포함하여 짠 잎사귀로 덮여 있다. 인체의 상반신에 착용하며 오월제 행렬에 운반된다. 틀 내부에 개인이 볼 수 있는 슬롯이 있는 경우가 많으며 틀 아래에 개인의 발이 보이는 경우가 많다.

## 유래

### 18세기 기원
잭 인 더 그린은 영국 오월제 행렬의 맥락에서 등장했으며 민속학자 로이 저지(Roy Judge)는 이러한 축하가 “설정된 불변의 패턴이 아니라 다양한 시기에 다양한 요소를 결합한 유동적이고 움직이는 과정”이라고 말했다. 저지는 1770년 이전부터 영국 오월제 행진을 시각적으로 묘사한 문서에 이름이나 구조 자체가 없기 때문에 잭 인 더 그린자체가 1770년 훨씬 이전에 존재했을 가능성이 없다고 생각했다.
잭 인 더 그린은 17세기에 처음으로 기록된 전통에서 발전했다. 이 전통은 오월제을 위해 젖먹이들이 몸을 꾸미는 일이었다. 사뮤엘 페피즈(Samuel Pepys)는 일기장에서 1667년 런던 오월제 퍼레이드를 관찰했다고 기록했다. 이 퍼레이드에서 젖 짜는 하녀는 “그들의 양동이에 화환”을 달고 바이올린 연주자 뒤에서 춤을 추고 있었다. 1698년의 한 기록은 장식된 우유통이 아니라 피라미드 모양의 물건을 만들고 리본과 꽃으로 장식한 은판을 머리에 얹은 우유 시녀를 묘사하고 있다. 젖 짜는 사람들은 바이올린과 백파이프를 연주하는 음악가들과 함께 집집마다 다니며 주민들을 위해 춤을 추며 어떤 형태로든 댓가를 주었다. 1719년에 탈터는 “머리에 손님의 절반이 든 접시를 얹고 내 문 앞에서 춤추는 우유 메이드”를 묘사했으며, 스펙테이터의 1712년 설명에서는 “은빛 피라미드 통 아래서 아주 단아하게, 분발하고 있는 빨갛게 물든 젖짜는 아가씨”를 언급했다. 이들과 기타 출처는 이 전통이 18세기에 잘 확립되었음을 나타낸다.
18세기 후반의 많은 설명은 가발, 왕관, 코트를 포함하여 오월제 의상을 차려입고 굴뚝청소부를 묘사한다. 어떤 사람들은 여장을 했고, 많은 사람들은 얼굴을 검게 또는 희게 했다. 이 굴뚝 청소부는 붓과 삽을 함께 두드려 음악을 만들어 냈다. 오월제의 굴뚝 청소에 대한 설명 중 많은 부분에서 화환을 들고 다니는 것에 대한 언급이 없으며, 이는 이 시점에서 이것이 계절 의상의 표준 부분으로 간주되지 않았음을 나타낸다. 그럼에도 불구하고 청소가 화환을 지닌 예가 있었다. 이것에 대한 가장 초기 사례 중 하나는 1769년의 삽화에 있다. 이 삽화에서는 청소부가 그의 머리에 작은 화환을 들고 있다. 이 삽화는 또한 젖 짜는 사람과 번터가 착용하는 화환을 특징으로 하며, 이는 오월제에 다양한 전문가 그룹이 관습을 채택하고 있음을 암시한다. 18세기와 19세기에 걸쳐 화환이 있는 화환에 대한 추가 설명이 있다. 화환은 종종 백랍으로 만들어지지만, 우유 메이드의 은과 대조적으로 상대적인 사회경제적 지위를 반영한다.

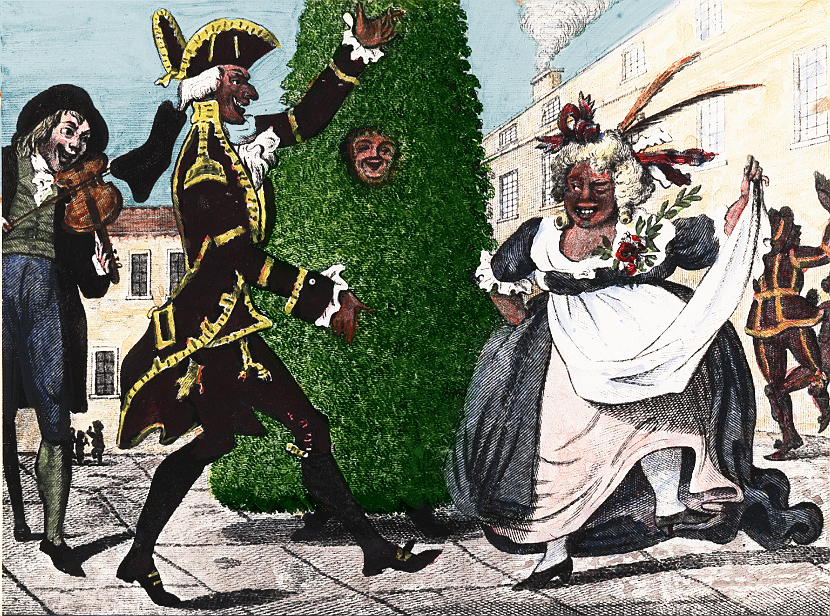
1795년 아이작 크루이크섕크가 그린 ‘잭 인 더 그린’을 새긴 작품

잭 인 더 그린 전통에 대한 최초의 알려진 문서 기록은 1770년 런던을 방문하여 오월제 행진을 지켜본 피터 그로즐리(Peter Grosley)에 의해 작성되었다. “잭 인 더 그린”(Jack in the Green)이라는 용어에 대한 가장 오래된 언급은 런던 판테온에서 열린 가장무도회에 대한 설명을 제공한 타임즈(The Times)의 신문 보고서에서 언급된 1785년의 것이다. 이 행사는 대부분 상류층 행사였을 것이며, 웨일스 공이 참석했다. 잭 인 더 그린에 대한 가능한 가장 오래된 그림 참조는 1775년과 1785년 사이에 제작된 “오월제”라는 제목의 그림에서 비롯된다. 이 이미지는 금속 물체의 3개의 화환이 전경에 있지만, 배경에는 3개의 행렬이 있는 것을 특징으로 한다. 이미지는 잭 인 더 그린을 닮은 뭔가이다. 잭 인 더 그린은 1795년 판화에 등장했는데, 아마도 아이작 크루이크섕크(Isaac Cruikshank)가 나무다리를 가진 바이올린 연주자, 남자, 복장 도착자 옆에 나뭇잎 모양의 인물을 포함했을 것이다. 배경에는 굴뚝 청소부가 춤을 추고 있다.
이 증거는 굴뚝 청소부도 정기적으로 참석했던 오월제 행사에서 잭 인 더 그린이 등장했지만, 잭 인 더 그린 자체는 다음 세기에 될 것처럼 아직 청소부와 밀접하게 연관되지 않았음을 반영한다. 저지는 청과물 상인이나 동물군과 긴밀히 협력하는 다른 거래의 구성원이 잎사귀 잭 인 더 그린을 개발했다면 “순수하게 적절했을 것”이라고 제안했지만, 이에 대한 증거는 없다고 언급했다.

### 19세기와 20세기 초반의 발전
잭 인 더 그린전통은 19세기와 20세기 초반에 잘 기록되어 있다. 1806년과 1883년 사이에 잭 인 더 그린은 영국 오월제 행렬에서 중심적인 역할을 하게 되었다. 잭 인 더 그린 전통은 특히 굴뚝 청소부와 관련이 있게 되었다. 19세기 중반에 많은 런던 굴뚝 청소부 가족이 남동부의 다른 도시로 이주하여 전통을 가져왔다. 잭 인 더 그린 관행은 예를 들어 켄트주의 루이셤, 뎁트퍼드, 그리니치, 브롬리 및 오핑턴의 도시에서 기록된다.
20세기 초에 이르러 이 관습은 외설적이고, 무정부적인 행동에 대한 거부감의 결과로 약해지기 시작했다. 5월의 군주와 숙녀는 익살스럽고, 예쁜 메이퀸으로 바뀌었고, 시끄럽고 술에 취한 잭 더 그린은 퍼레이드에서 완전히 사라졌다. 예를 들어 켄트주 휫츠테이블에서 시행된 잭 인 더 그린 관습은 1912년경에 사라졌다.

## 같이 보기
- 발푸르기스의 밤